# Jessica Anderson
Pour les articles homonymes, voir Anderson.
Œuvres principales
Tirra Lirra by the River
The Impersonators
Jessica Anderson, née Jessica Margaret Queale le 25 septembre 1916 à Gayndah dans le Queensland en Australie et morte le 9 juillet 2010  à Sydney, est une écrivaine australienne.

## Biographie
Elle est la plus jeune d'une famille d'origine irlandaise et la seule des quatre enfants à être née en sol australien. Son père, qui souffre de bronchite chronique et d'emphysème pulmonaire, meurt alors qu'elle n'a que 16 ans. En 1935, à 18 ans, elle s'installe à Sydney. Pendant la Seconde Guerre mondiale, elle devient cueilleuse de fruits pour l'armée australienne. Elle donne naissance à une fille, Laura Jones, en 1946. Elle travaille ensuite comme scénariste pour le cinéma et la télévision de son pays.
Elle amorce une carrière de romancière en 1963 avec An Ordinary Lunacy. C'est toutefois son quatrième roman Tirra Lirra (Tirra Lirra by the River) qui lui apporte la célébrité.
Elle remporte le prix Miles Franklin à deux reprises : en 1978 pour Tirra Lirra (Tirra Lirra by the River), puis en 1980 pour The Impersonators.

## Œuvre

### Romans
- An Ordinary Lunacy (1963)
- The Last Man's Head (1970)
- The Commandant (1975)
- Tirra Lirra by the River (1978) Publié en français sous le titre Tirra Lirra, traduit par Rose-Marie Vassallo-Villaneau, Paris, Éditions Deux Temps Tierce, 1993, 215 p.  (ISBN 2-903144-86-9)
- The Impersonators ou The Only Daughter (É.-U.) (1980)
- Taking Shelter (1989)
- One of the Wattle Birds (1994)

### Recueil de nouvelles
- Stories from the Warm Zone and Sydney Stories (1987)

### Pièces radiophoniques
- The American (1966), adaptation du roman éponyme de Henry James
- The Aspern Papers (1967), adaptation de la nouvelle éponyme de Henry James
- Daisy Miller (1968), adaptation de la nouvelle éponyme de Henry James
- The Maid's Part (1967)
- The Blackmail Caper (1972)
- Quite Sweet, Really (1972)
- Tirra Lirra by the River (1975), adaptation de son propre roman éponyme
- The Last Man's Head (1983)

### Feuilletons radiophoniques
- A Tale of Two Cities, adaptation du roman éponyme de Charles Dickens
- Outbreak of Love, adaptation d'un roman éponyme de Martin Boyd